# Jan Peszek

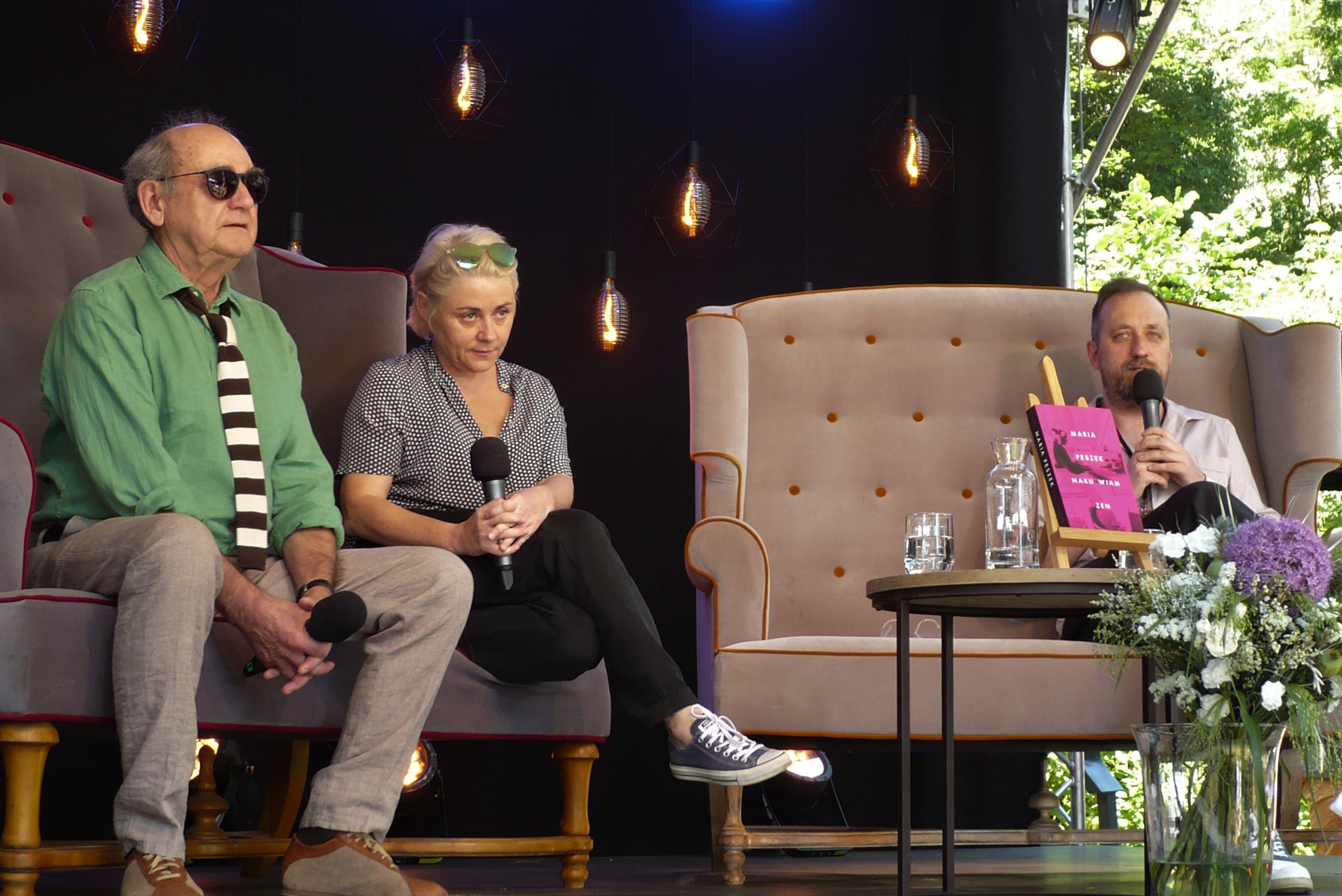
J. Peszek, M. Peszek, M. Nogaś

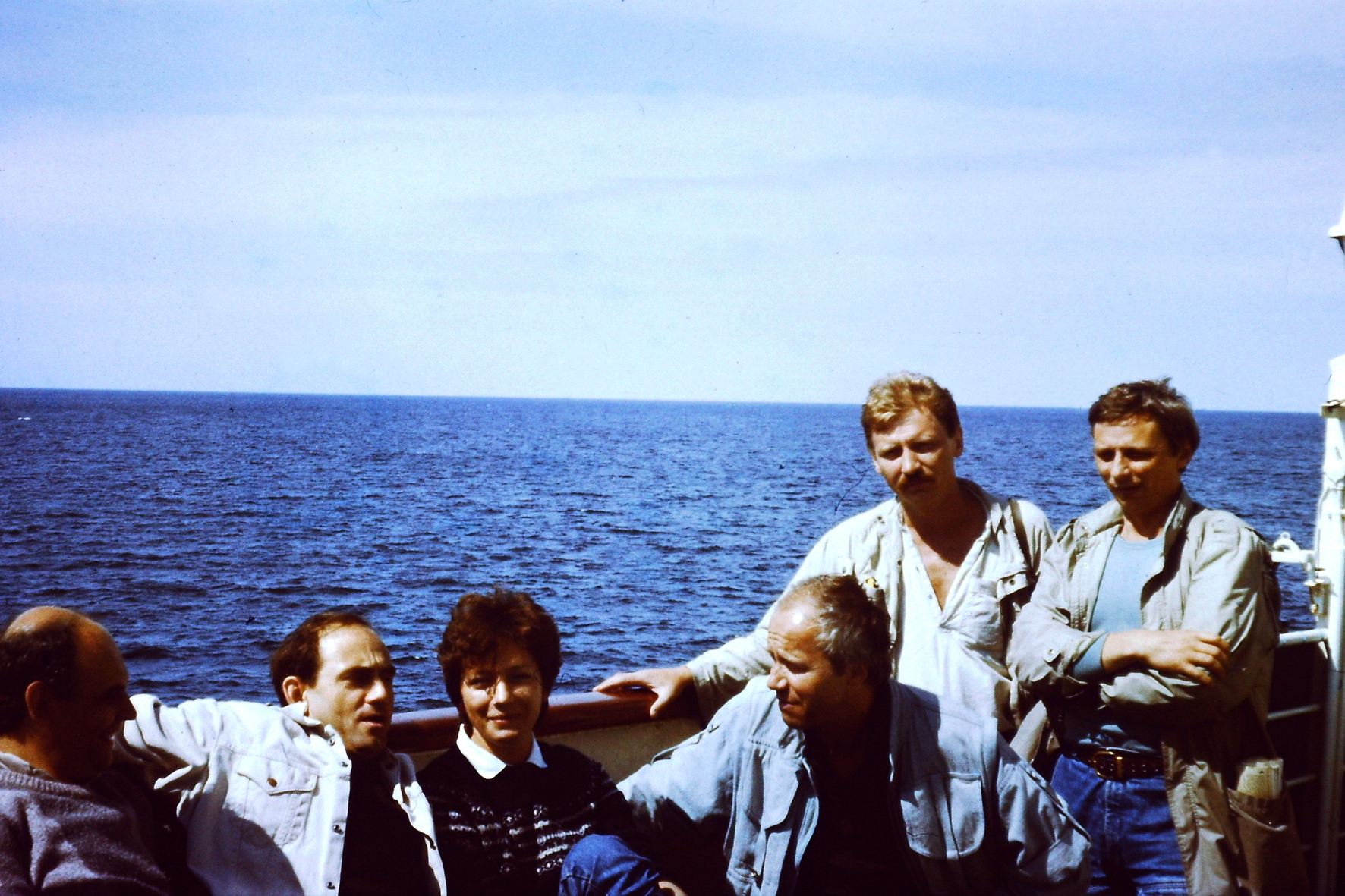
Zespół MW 2 w drodze do Rønne

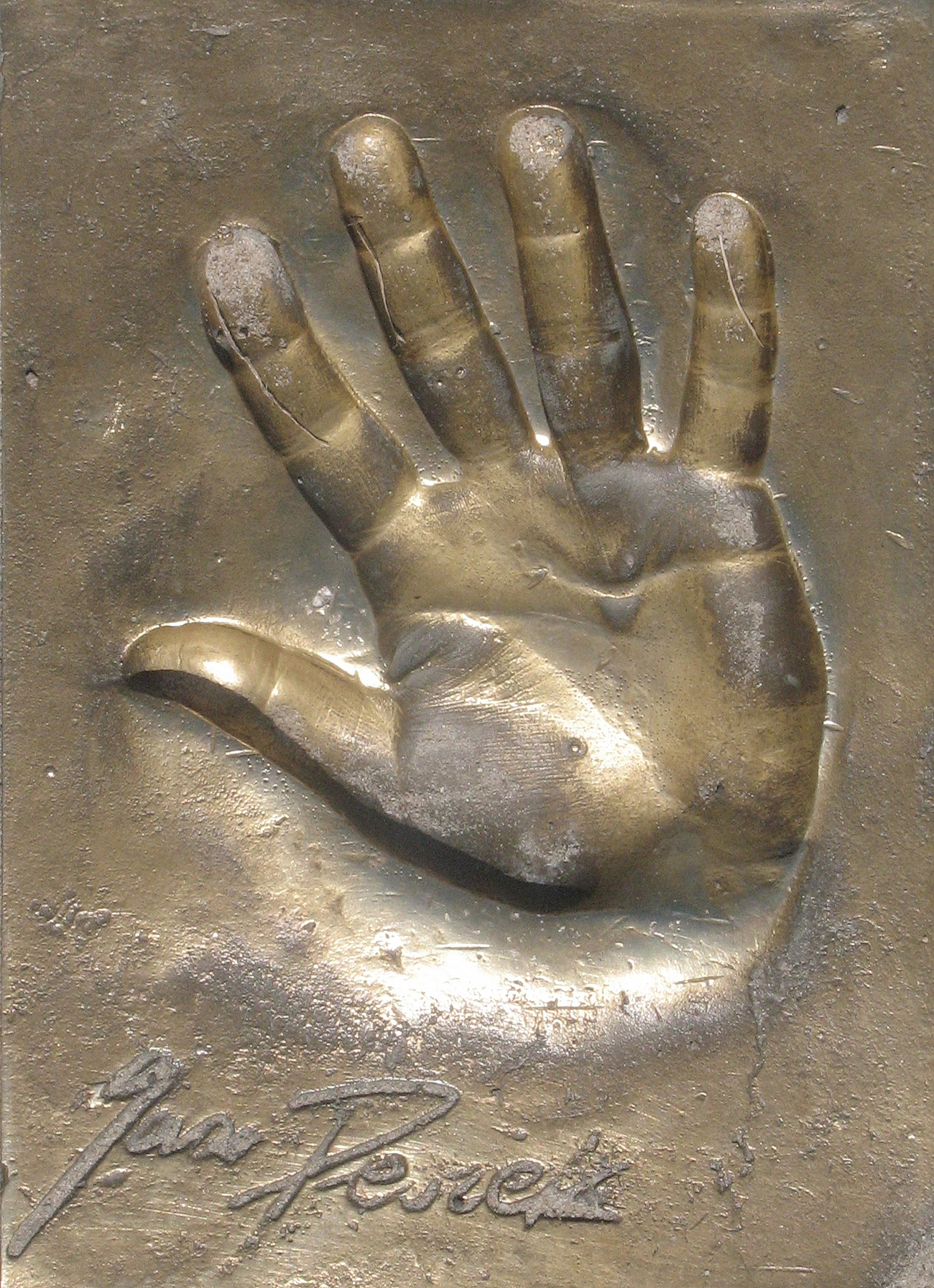
Odcisk dłoni i podpis Peszka w Alei Gwiazd w Międzyzdrojach

Henryk Jan Peszek (ur. 13 lutego 1944 w Szreńsku) – polski aktor teatralny, filmowy i telewizyjny, reżyser teatralny i pedagog.

## Życiorys
Urodził się w Szreńsku, ale dzieciństwo i młodość spędził w Andrychowie i Zieluniu. Jest najstarszym dzieckiem Karoliny i Jana Peszków, ma brata (Bartosza lub Bartłomieja) i dwie siostry: Marlenę i Elżbietę. W 1966 ukończył naukę w PWST w Krakowie.
W 1966 zadebiutował jako aktor na scenie Teatru Polskiego we Wrocławiu. W następnych latach pracował m.in. w Teatrze Nowym w Łodzi, Starym Teatrze w Krakowie oraz w teatrach warszawskich: Narodowym i Rozmaitości. W latach 1964–1998 był członkiem awangardowego Zespołu MW 2. W swoim dorobku ma role u najsłynniejszych polskich reżyserów teatralnych: Jerzego Krasowskiego, Kazimierza Dejmka, Mikołaja Grabowskiego, Jerzego Jarockiego, Krystiana Lupy, Michała Zadary czy Grzegorza Jarzyny.
Profesor krakowskiej Akademii Sztuk Teatralnych im. Stanisława Wyspiańskiego.
Laureat Nagrody im. Aleksandra Zelwerowicza – przyznawanej przez redakcję miesięcznika „Teatr” – za sezon 1986/1987, za rolę w Scenariuszu dla trzech aktorów Bogusława Schaeffera w Teatrze STU w Krakowie oraz za rolę Jakuba w przedstawieniu Republika marzeń Brunona Schulza w Starym Teatrze im. Heleny Modrzejewskiej w Krakowie.
W filmie zadebiutował rolą w Znakach na drodze (1969), ale regularnie na ekranach kinowych zaczął się pojawiać dopiero na początku lat 80. Zagrał w kilkudziesięciu polskich filmach, w jego filmografii znajdują się role m.in. w: Był jazz Falka, Trójkącie bermudzkim Wójcika, Ferdydurke Skolimowskiego, Śmierci jak kromka chleba Kutza, Łabędzim śpiewie Glińskiego, Ucieczce z kina „Wolność” Marczewskiego i Darmozjadzie polskim Wylężałka.
W RMF FM czytał kryminalno-polityczne powieści Klary Weritas: W imię Ojca (2007/2008) i Trzy dni Pontona (2008/2009). W PR3 czytał autobiograficzną książkę noblisty Mario Vargas Llosy Jak ryba w wodzie. Wspomnienia.
Jest ojcem aktorki i piosenkarki Marii (wraz z nią i zespołem Voo Voo nagrał płytę Muzyka ze słowami) oraz aktora, Błażeja.

## Filmografia
- 1969: Znaki na drodze – kierowca Bakalarzewicz
- 1971: Szerokiej drogi, kochanie – mężczyzna przy poczcie
- 1975: Żelazna obroża – dziennikarz
- 1979: Epizod
- 1979: Podróż do Arabii – Jan Rościszewski
- 1981: Był jazz – Gajec z UB
- 1982: Bluszcz – Wojtek
- 1983: Ostrze na ostrze – zakonnik Stanisław Zgurski
- 1984: Pismak – Sykstus
- 1984: Rozalka Olaboga – inżynier (odcinek 6)
- 1984: Rycerze i rabusie – zakonnik Stanisław Zgurski (odcinek 7)
- 1986: Na kłopoty… Bednarski – jubiler Johann Gerhard (odcinek 6)
- 1986: Prywatne śledztwo – Marek, przyjaciel Rafała
- 1987: Trójkąt bermudzki – Ludwik Włodarski
- 1988: Łabędzi śpiew – Stefan Dziedzic
- 1988: Schodami w górę, schodami w dół – Eustachy Lilipowski
- 1989: Bal na dworcu w Koluszkach – Horacy
- 1990: Domena władzy – pisarz Pióro
- 1990: Korczak – Max Bauer
- 1990: Pożegnanie jesieni – hrabia Jędruś Łohoyski
- 1990: Ucieczka z kina „Wolność” – Raskolnikow
- 1990: Zakład – dyrektor zakładu Wygon
- 1990: Życie za życie. Maksymilian Kolbe – ojciec gwardian w klasztorze w Niepokalanowie
- 1991: Ferdydurke – Młodziak
- 1991: Panny i wdowy – aktor Stanisław Chmurka
- 1991: Panny i wdowy – aktor Stanisław Chmurka (odcinek 4 i 5)
- 1991: V.I.P. – Delekta, wiceminister spraw zagranicznych
- 1991: Kobieta na wojnie – doktor Emil Breslauer
- 1992: Kiedy rozum śpi – Kaltfisch
- 1993: Czterdziestolatek. 20 lat później – Konstanty Zioło, doktor filozofii (odcinek 13)
- 1993: Straszny sen Dzidziusia Górkiewicza – hrabia Jaromir
- 1994: Spis cudzołożnic – dziekan
- 1994: Śmierć jak kromka chleba – major WP, przedstawiciel WRON
- 1995: Łagodna – lekarz
- 1995: Les Milles – Alexander Hazenfoeder
- 1996: Dzień wielkiej ryby – Jan
- 1996: Ekstradycja 2 – ksiądz Jan, przyjaciel Halskiego (odcinek 8)
- 1996: Maszyna zmian. Nowe przygody – Pułkownik Matula (odcinek 5)
- 1996: Nocne graffiti – Rafał Nowak, producent narkotyków
- 1997: Darmozjad polski – Juliusz
- 1997: Sława i chwała – Szuszkiewicz, prawnik Bilińskich (odcinki 4, 5 i 7)
- 1999: Na plebanii w Wyszkowie 1920 – ksiądz Wiktor Mieczkowski
- 1999: Policjanci – ksiądz Kotlarczyk (odcinek 10)
- 1999: Rodzina zastępcza – ojciec Romka (odcinek 12)
- 2001: Eukaliptus – lekarz zmieniający płeć Grzbieta
- 2001: Listy miłosne – lekarz Jerzy, kochanek Teresy
- 2001: Marszałek Piłsudski – kapitan Józef Rybak
- 2003–2005: Defekt – Jan Ginter
- 2003: Pogoda na jutro – członek protestu trzymający megafon przed sklepem z telewizorami (nie występuje w napisach)[11].
- 2003: Ubu Król – Ubu
- 2004: Pręgi – redaktor
- 2004: Spam – ordynator
- 2005: Boża podszewka II – profesor Witold Romahn (odcinki 6, 11 i 12)
- 2007: Tajemnica twierdzy szyfrów – profesor Hans Kunze
- 2013: Dzień wstaje. Ja upadam – ksiądz
- 2013: Syberiada polska – Korcz, ojciec Sylwii
- 2014: Hiszpanka – Tytus Ceglarski
- 2015: Polskie gówno – Roman Bloom
- 2018: Juliusz – Juliusz Chlebowski senior, ojciec Juliusza
- 2020: Królestwo kobiet – Jerzy Szpak
- 2022: Warszawianka – Tadeusz Czepułkowski
- 2022: Listy do M. 5 – Maurycy, wuj Kariny
- 2023: Miało cię nie być – lekarz
- 2024: Spadek – wuj Władysław Fortuna
- 2024: Idź przodem, bracie – Bogdan
- 2025: Dziadku, wiejemy! –  Jeremi, dziadek Jagody

## Polski dubbing
- 1973: Robin Hood jako książę Jan
- 2001: Wakacje. Żegnaj szkoło jako Benedykt
- 2004: Harry Potter i więzień Azkabanu jako Syriusz Black
- 2005: Harry Potter i Czara Ognia jako Syriusz Black
- 2007: Harry Potter i Zakon Feniksa jako Syriusz Black
- 2008: Kung Fu Panda jako Mistrz Shifu
- 2008: Opowieści na dobranoc jako Marty Bronson
- 2009: Gwiazda Kopernika
- 2009:  Opowieść Wigilijna jako Bob Cratchit
- 2010: Alicja w Krainie Czarów jako Kot
- 2010: Kung Fu Panda: Święta, święta i Po jako Mistrz Shifu
- 2010: Kung Fu Panda: Sekrety Potężnej Piątki jako Mistrz Shifu
- 2011: Kung Fu Panda 2 jako Mistrz Shifu
- 2011: Auta 2 jako profesor Zundapp
- 2016: Księga dżungli jako Bagheera

## Dyskografia
- 2001: Voo Voo Płyta z muzyką
- 2002: Voo Voo Muzyka ze słowami
- 2005: Honor jest wasz Solidarni

## Odznaczenia, nagrody i wyróżnienia
- FPFF (1988)
- Srebrny Medal „Zasłużony Kulturze Gloria Artis” (2005)
- Krzyż Oficerski Orderu Odrodzenia Polski (2014)[3][12]
- ArtPrezydent w latach 2015/2016 na Interdyscyplinarnym Festiwalu Sztuk Miasto Gwiazd w Żyrardowie
- Nagroda im. Tadeusza Boya-Żeleńskiego (2021)[13].